# 松本泰輔
松本 泰輔（まつもと たいすけ、1895年12月21日 - 1940年代）は、日本の元俳優である。本名同じ。新派の川上貞奴一座からキャリアを開始、伊庭孝らの歌舞劇協会など、新派のみならず新劇・歌劇の諸劇団を組織して実演年数を重ね、映画界に転向後は帝国キネマ芦屋撮影所、日活太秦撮影所などで活躍した大スターとして知られる。

## 来歴・人物
1895年（明治28年）12月21日、鳥取県鳥取市立川町に生まれる。『映画新研究十講と俳優名鑑』（朝日新聞社）など、一部の資料によれば、生年月日は「明治二十八年一月三十一日」（1895年1月31日）である旨が記されている。また、『新映画年鑑』（豊國社）によれば、生年月日は「明治二十八年十月」（1895年10月）、出生地は「鳥羽市」（三重県鳥羽市）である旨が記されているが、誤植と思われる。
1911年（明治44年）、満16歳の時に旧制東京美術学校選科（上野美術学校とも、1952年廃校）を中退し、俳優を志して帝劇附属技芸学校（1923年解散）に進学する。同校卒業後、新派俳優川上音二郎の未亡人である川上貞奴の一座に加入。1917年（大正6年）、浅草オペラの伊庭孝、高木徳子、澤モリノらと共に歌舞劇協会の創立に参加したが、翌1918年（大正7年）には大阪府大阪市で旗上げされた、新派俳優山本嘉一を座長とする傑作座に加入、そのほか舞台協会、芸術座などの新劇・歌劇団の舞台にも積極的に出演した。同年、天然色活動写真大阪支店に所属、新派劇団を組織して大阪千日前など関西地方を中心に実演を行った。
1923年（大正12年）4月、帝国キネマ演芸が秋元菊彌、久保田清といった女形を使用した旧来の新派映画を廃止し、新たに女優を起用した革新現代劇を製作する意図から、松本は映画俳優に転向、映画監督の松本英一と共に現在の阪急神戸本線芦屋川駅付近にロケ隊集合所を設立する。以後、同所すなわち帝国キネマ芦屋撮影所で製作された現代劇を「帝キネ芦屋作品」と称したが、松本は同所開設と共に幹部俳優として招かれ、同年5月15日に公開された賀古残夢監督映画『森訓導鉄路の露』に出演して以降、高堂國典、小島洋々、五味國男、里見明、瀬川銀潮、濱田格、歌川八重子、久世小夜子、澤蘭子、鈴木信子、瀬川つる子、鳥羽恵美子、三笠萬里子、柳まさ子らと毎週のように主演を務めた。中でも伊藤大輔監督・脚本作品に多く出演しており、1924年（大正13年）5月1日に公開された伊藤大輔の監督第一回作品『酒中日記』では、人間苦を背負った小学校長に扮して写実的な演技を評価され、その後も同年7月27日に公開されたサイレント映画『坩堝の中に』など多数に出演。そのほか、同年8月14日に公開された松本英一監督映画『籠の鳥』では、共演者の歌川八重子の主題歌と共に大ヒットを飛ばし、9週間続映になるなど、同所の看板スターとしての意地を見せた。
1925年（大正14年）、帝国キネマ演芸はトラブルメーカー立石駒吉の介入から分裂し、松本はアシヤ映画製作所に移籍する。同所の筆頭俳優として、その第一回作品である同年4月1日公開の松本英一監督映画『絵巻金色夜叉』以下多数の作品に出演。帝キネ芦屋復活後も引き続き活動していたが、1927年（昭和2年）1月には退社し、松竹合名会社の専属俳優に転向する。先ず、進藤英太郎らと人情劇一派・新人座を組織し、京都座、大阪弁天座などに出演。次いで小織桂一郎、梅島昇らと昭生座を組織して道頓堀角座に出演、後に新劇俳優加藤精一も加わって昨日座を組織し、関西各座に出演した。ところが、同年12月、松本は瀬川銀潮、斎藤紫香ら一党を引き連れて日活太秦撮影所に電撃入社、映画界に復帰する。1928年（昭和3年）2月15日に公開された辻吉郎監督映画『千姫』で梅村蓉子と共演したのをはじめ、同年6月21日に公開された志波西果監督映画『江藤新平』などに出演、帝キネ時代とはガラリと変わった温厚な時代劇に貫禄を見せたが、同年9月には日活を退社して浅草公園六区で再び実演に走った。
『日本映画俳優名鑑 昭和四年版』（映画世界社）などによれば、大阪府三島郡千里村大字佐井寺（現在の大阪府吹田市千里山西3丁目）、京都府京都市左京区下鴨宮崎町、大阪府三島郡千里村大字千里山（現在の大阪府吹田市千里山西1丁目）、大阪府大阪市北区曾根崎新地と転々と住み、身長は5尺4寸8分（約166.1センチメートル）、体重は15貫900匁（約59.6キログラム）であり、趣味は静かな黄昏時の読書、玉突き、劇場寄席廻りで、嗜好物は少量の洋酒、煙草、日本料理である旨が記されている。
1929年（昭和4年）5月、帝国キネマ演芸に復帰する。以後、多数の現代劇または時代劇に出演したほか、1930年（昭和5年）10月1日に公開された鈴木重吉監督映画『子守歌』など、このころからトーキーにも出演するようになった。1931年（昭和6年）9月、同社が新興キネマと改称された後も継続入社、1934年（昭和9年）5月29日に公開された押本七之輔監督映画『水戸黄門 前篇』などに出演、同作では主役の水戸黄門を好演した。1938年（昭和13年）、新興キネマ京都撮影所に移籍してからは脇役に回るが、阪東妻三郎主演の第一回トーキー作品『新納鶴千代』（監督伊藤大輔）で大老井伊直弼を演じるなど、多数の時代劇で名脇役として活躍した。
1941年（昭和16年）12月30日に公開された押本七之輔監督映画『直参風流男』が、確認出来る最後の出演作品である。翌1942年（昭和17年）1月27日には、戦時統合によって大映が設立されたが、松本はこれを機に映画界を離れ、芸能界からも引退した。以後の消息、並びに第二次世界大戦終結後の消息は不明とされていたが、『映画芸術』1948年（昭和23年）2月1日号において、同じく帝キネ芦屋のトップ女優だった歌川八重子と共に、同記事執筆の時点で既に故人であるという旨が記されている。没年不詳。

## おもなフィルモグラフィ
- 『森訓導鉄路の露』：監督賀古残夢、製作帝国キネマ芦屋撮影所、配給帝国キネマ演芸、1923年5月15日公開 - 主演
- 『呪の船』：監督若山治、製作帝国キネマ芦屋撮影所、配給帝国キネマ演芸、1923年12月21日公開 - 主演
- 『流浪の旅』：監督若山治、製作帝国キネマ芦屋撮影所、配給帝国キネマ演芸、1924年1月5日公開
- 『嘆きの曲』：監督松本泰輔、製作帝国キネマ芦屋撮影所、配給帝国キネマ演芸、1924年1月19日公開 - 監督
- 『大盗伝 第一篇 青春篇』：監督松本英一、製作帝国キネマ芦屋撮影所、配給帝国キネマ演芸、1924年2月7日公開 - 主演
- 『大盗伝 第二篇 熱愛篇』：監督松本英一、製作帝国キネマ芦屋撮影所、配給帝国キネマ演芸、1924年2月21日公開 - 主演
- 『大盗伝 第三篇 争闘篇』：監督松本英一、製作帝国キネマ芦屋撮影所、配給帝国キネマ演芸、1924年2月28日公開 - 主演
- 『酒中日記』：監督伊藤大輔、製作帝国キネマ芦屋撮影所、配給帝国キネマ演芸、1924年5月1日公開 - 大河今蔵（主演）
- 『申利刑事』（『由利刑事』）：監督松本英一、製作帝国キネマ芦屋撮影所、配給帝国キネマ演芸、1924年5月15日公開 - 主演
- 『広瀬中佐』：監督若山治、製作帝国キネマ芦屋撮影所、配給帝国キネマ演芸、1924年6月12日公開 - 主演
- 『慈しの雨』：監督松本英一、製作帝国キネマ芦屋撮影所、配給帝国キネマ演芸、1924年6月29日公開 - 主演
- 『坩堝の中に』：監督伊藤大輔、製作帝国キネマ芦屋撮影所、配給帝国キネマ演芸、1924年7月27日公開 - 支那人・楊庸（主演）
- 『籠の鳥』：監督松本英一、製作帝国キネマ芦屋撮影所、配給帝国キネマ演芸、1924年8月14日公開 - 主演
- 『血で血を洗ふ』：監督伊藤大輔、製作帝国キネマ芦屋撮影所、配給帝国キネマ演芸、1924年8月29日公開 - 船長・大堂（主演）
- 『星は乱れ飛ぶ』（『星は流れ飛ぶ』）：監督伊藤大輔、製作帝国キネマ芦屋撮影所、配給帝国キネマ演芸、1924年9月28日公開 - ヴァイオリニスト・富井初雄（主演）
- 『熱血を潜めて』（『熱血を秘めて』）：監督伊藤大輔、製作帝国キネマ芦屋撮影所、配給帝国キネマ演芸、1924年12月25日公開 - 由井洋吉
- 『子守唄』：監督松本英一、製作・配給アシヤ映画製作所、1925年4月15日公開 - 光村忠夫
- 『結婚哲学』：監督深川ひさし、製作帝国キネマ芦屋撮影所、配給帝国キネマ演芸、1927年2月27日公開 - 主演
- 『千姫』：監督辻吉郎、製作日活太秦撮影所、配給日活、1928年2月15日公開 - 坂崎出羽守
- 『若き日の繁蔵』（『若き日の殿様』）：監督辻吉郎、製作日活太秦撮影所、配給日活、1928年4月29日公開 - 笹川の繁蔵（主演）
- 『高杉晋作』：監督若山治、製作日活太秦撮影所、配給日活、1928年5月25日公開 - 高杉晋作（主演）
- 『江藤新平』：監督志波西果、製作日活太秦撮影所、配給日活、1928年6月22日公開 - 江藤新平（主演）
- 『新版四谷怪談』：監督伊藤大輔、製作日活太秦撮影所、配給日活、1928年7月6日公開 - 民谷伊右衛門（主演）
- 『妙国寺事件』（『妙國寺事件』）：監督志波西果、製作日活太秦撮影所、配給日活、1929年2月1日公開 - 外国事務局判事・五代友厚
- 『紅屋の娘』：監督松本英一、製作・配給帝国キネマ演芸、1929年7月3日公開 - 主演
- 『恋の柵』（『恋のしがらみ』『恋の柵み』）：監督大森勝、製作・配給帝国キネマ演芸、1929年7月31日公開 - 主演
- 『恋の筏師』：監督大森勝、製作・配給帝国キネマ演芸、1929年9月8日公開 - 主演
- 『魔の都会 暗黒篇・光明篇』（『魔の大都会 前後篇』）：監督松本英一、製作・配給帝国キネマ演芸、1929年9月22日公開 - 主演
- 『君ちゃんよさらば』：監督大森勝、製作・配給帝国キネマ演芸、1929年10月15日公開 - 主演
- 『好きだから』：監督松本英一、製作・配給帝国キネマ演芸、1929年10月30日公開 - 主演
- 『青春の頃』：監督大森勝、製作・配給帝国キネマ演芸、1929年11月20日公開 - 主演
- 『海辺の巌』：監督松本英一、製作・配給帝国キネマ演芸、1929年12月31日公開 - 主演
- 『路はある』：監督富沢進郎、製作・配給帝国キネマ演芸、1930年1月15日公開 - 主演
- 『背広のむなぐら』（『背広の胸ぐら』）：監督高見貞衛、製作・配給帝国キネマ演芸、1930年2月6日公開 - 主演
- 『東風物語』：監督松本英一、製作・配給帝国キネマ演芸、1930年3月7日公開 - 主演
- 『常陸丸』：監督松本英一、製作・配給帝国キネマ演芸、1930年5月25日公開 - 主演
- 『カフェーの女』：監督松本英一、製作・配給帝国キネマ演芸、1930年8月15日公開 - 主演
- 『子守歌』（『子守唄』）：監督鈴木重吉、製作・配給帝国キネマ演芸、トーキー、1930年10月1日公開 - 新宮寺圭介
- 『向日葵夫人』：監督印南弘、製作・配給帝国キネマ演芸、1931年2月13日公開 - 主演
- 『心の暁』：監督印南弘、製作・配給帝国キネマ演芸、1931年8月15日公開 - 主演
- 『故郷』：監督木村荘十二、製作・配給新興キネマ、1931年11月8日公開 - 退役陸軍中佐・和田文六（主演）
- 『鉄の花環 前篇 暴風を呼ぶもの』：監督曾根純三、製作・配給新興キネマ、1932年1月14日公開 - 満の長男・寛一
- 『鉄の花環 後篇 相寄る魂』：監督曾根純三、製作・配給新興キネマ、1932年2月4日公開 - 満の長男寛一
- 『不如帰』：監督木村恵吾、製作・配給新興キネマ、1932年4月8日公開 - 浪子の父・片岡中将
- 『笑ふ父』：監督松石修・萩野雷三・竹谷主計、製作・配給新興キネマ、1932年7月14日公開 - 帝国銀行出納係主任・中川文三（主演）
- 『新祇園小唄』：監督曾根純三、製作・配給新興キネマ、1932年9月1日公開 - 西陣のつづれ織元・加納米蔵
- 『満蒙建国の黎明』：監督溝口健二、製作新興キネマ・入江ぷろだくしょん・中野英治プロダクション、配給新興キネマ、1932年9月29日公開 - 大村憲太郎
- 『渦巻』：監督印南弘、製作・配給新興キネマ、1932年11月10日公開 - 高昌の友人・金杉猛夫
- 『夢の花嫁』：監督曾根純三、製作・配給新興キネマ、1933年1月22日公開 - 小柴荘吉
- 『紙芝居』：監督寿々喜多呂九平、製作・配給新興キネマ、1933年5月21日公開 - 紙芝居屋の金さん（主演）
- 『街の灯』：監督清涼卓明、製作・配給新興キネマ、1933年6月22日公開 - 音楽師・龍さん（主演）
- 『南海の激浪』：監督押本七之輔、製作・配給新興キネマ、1933年7月27日公開 - 山家清兵衛（主演）
- 『警察官（フランス語版）』：監督内田吐夢、製作・配給新興キネマ、1933年11月30日公開 - 宮部巡査

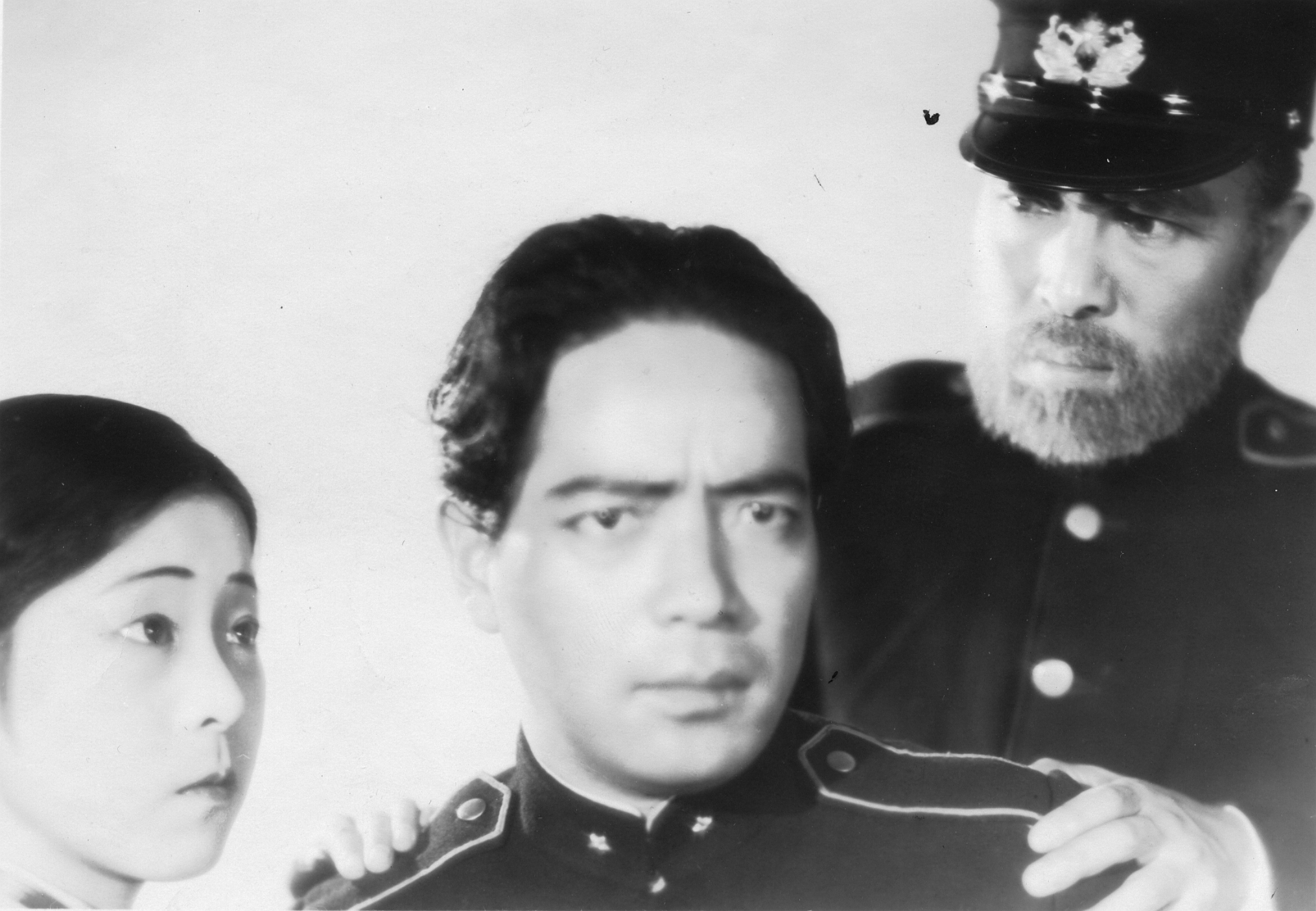
「警察官」右から森静子、小杉勇、松本泰輔

- 『大高源吾』：監督押本七之輔、製作・配給新興キネマ、1934年1月26日公開 - 土屋都文侯
- 『日の丸の子』：監督寿々喜多呂九平、製作・配給新興キネマ、1934年2月22日公開 - 篤農・朝田清兵衛（主演）
- 『天保水滸伝』：監督松田定次、製作・配給新興キネマ、1934年3月21日公開 - 飯岡の助五郎
- 『水戸黄門 前篇』：監督押本七之輔、製作・配給新興キネマ、1934年5月29日公開 - 水戸黄門（主演）
- 『水戸黄門 後篇』：監督押本七之輔、製作・配給新興キネマ、1934年7月5日公開 - 水戸黄門（主演）
- 『黄門漫遊記』：監督押本七之輔、製作新興キネマ京都撮影所、配給新興キネマ、1935年4月18日公開 - 水戸黄門（主演）
- 『新納鶴千代』：監督伊藤大輔、製作新興キネマ京都撮影所、配給新興キネマ、トーキー、1935年10月15日公開 - 大老・井伊直弼
- 『快傑黒頭巾 前篇』：監督渡辺新太郎、製作新興キネマ京都撮影所、配給新興キネマ、サウンド版、1936年3月21日公開 - 幕府の大学頭・山鹿士行
- 『快傑黒頭巾 後篇』：監督渡辺新太郎、製作新興キネマ京都撮影所、配給新興キネマ、サウンド版、1936年4月29日公開 - 幕府の大学頭・山鹿士行、西郷隆盛（二役）
- 『四十八人目』（『小平太何処へ行く』）：監督伊藤大輔、製作第一映画社、配給松竹、トーキー、1936年7月30日公開 - 大石内蔵助
- 『大坂夏の陣』：監督衣笠貞之助、製作松竹下加茂撮影所、配給松竹、トーキー、1937年4月1日公開 - 大野治長
- 『忍術霧隠才蔵』：監督押本七之輔、製作新興キネマ京都撮影所、配給新興キネマ、トーキー、1937年8月26日公開 - 徳川家康
- 『柳生二蓋笠』（『柳生二蓋流』）：監督仁科熊彦、製作新興キネマ京都撮影所、配給新興キネマ、トーキー、1938年1月7日公開 - 大久保彦左衛門
- 『塚原武勇伝』：監督渡辺新太郎、製作新興キネマ京都撮影所、配給新興キネマ、トーキー、1939年2月8日公開 - 播州花隈の城主・戸沢山城守
- 『葉隠大名』：監督三星敏雄、製作新興キネマ京都撮影所、配給新興キネマ、トーキー、1941年7月31日公開 - 備前佐賀の城主・鍋島直茂